# Вакуриха
Вакуриха — деревня в Гаврилов-Ямском районе Ярославской области России. Входит в состав Стогинского сельского округа Митинского сельского поселения.

## География
Деревня находится в юго-восточной части области, в зоне хвойно-широколиственных лесов, на левом берегу реки Самбурихи, к северу от автодороги 78К-0007, на расстоянии примерно 19 километров (по прямой) к востоку-юго-востоку от города Гаврилов-Ям, административного центра района. Абсолютная высота — 132 метра над уровнем моря.

### Климат
Климат характеризуется как умеренно континентальный, с умеренно холодной зимой и относительно тёплым летом. Среднегодовая температура воздуха — 3 — 3,5 °C. Средняя температура воздуха самого холодного месяца (января) — −13,3 °C; самого тёплого месяца (июля) — 18 °C. Вегетационный период длится около 165—170 дней. Годовое количество атмосферных осадков составляет 500—600 мм, из которых большая часть выпадает в тёплый период.

### Часовой пояс
Вакуриха, как и вся Ярославская область, находится в часовой зоне МСК (московское время). Смещение применяемого времени относительно UTC составляет +3:00.

## Население
| 2007 | 2010 |
| ---- | ---- |
| 17   | ↘13  |

Данные переписи населения 1897 года:
Согласно переписным листам, в 1897 году в деревне Вакуриха проживали 151 человек - 69 мужчин и 82 женщины, все они относились к сословию государевых крестьян. В деревне было 29 домов, все -деревянные с соломенной крышей. Грамотой владели 60% мужчин и 32% женщин - как правило, обучались в земской школе. 
По роду занятий большая часть жителей была земледельцами, при этом хозяева 14 домов были плотниками, 2  - торговцы в Кронштадте, 1 - торговец в Москве, 1 - трактирщик в Кронштадте. Наиболее распространённые фамилии в деревне: Королёвы, Иванушковы, Хитровы, Соловьёвы.

### Национальный состав
Согласно результатам переписи 2002 года, в национальной структуре населения русские составляли 100 % из 13 чел.